# 巴西利卡峰
巴西利卡峰（英語：Basilica Peak）是南極洲的山峰，位於奧次地，處於戈頓山東南面5公里，屬於威爾遜山的一部分，海拔高度1,810米，由美國地質調查局繪入地圖，現時由南極條約體系管理。